# Хуа Гофен
Хуа Гофен (спрощ.: 华国锋; кит. трад.: 華國鋒; піньїнь: Huá Guófēng; *16 лютого 1921 — †20 серпня 2008) — наступник Мао Цзедуна на посаді Голови Комуністичної партії Китаю (1976–1981), посідав також посади Прем'єра Держради КНР (1976—1980) і Голови центральної військової комісії (1976–1981). Усунувши від влади «Банду чотирьох», повернув країну до політики планування, подібного тому, що було в СРСР, та припинив «Культурну революцію». Не зумівши зібрати навколо себе угрупування прихильників, урешті-решт був усунений від влади Ден Сяопіном, після чого був скасований і сам пост Голови КПК, як не відповідний Статуту КПК.

## Життєпис
Хуа Гофен народився 16 лютого 1921 в уїзді Цзяочен (Гуцзяо) провінції Шаньсі. Його справжнє ім'я Су Чжу (кит.трад. 蘇鑄, спр. 苏铸, піньїнь. Sū Zhù). Здобув початкову освіту в повітовій школі, потім в Комерційному професійному ліцеї того ж повіту.
У 1938 році приєднався до комуністів у боротьбі з японськими мілітаристами під час Японсько-китайської війни 1937—1945. Як і багато інших діячів комуністичного руху в Китаї того часу, взяв собі псевдонім — Хуа Гофен — абревіатура словосполучення «Чжунхуа канчжи цзюгосяньфендуй» (кит. 中华抗日救国先锋队), що в перекладі означає «Китайський авангард антияпонської боротьби та порятунку батьківщини». 
У 1947 році після 12 років служби у 8-й армії під командуванням генерала Чжу Де, Хуа призначено начальником відділу пропаганди уїздного відділення КПК. У січні 1949 року Хуа одружується з Хань Чжицзюнь. У тому ж році призначається першим секретарем відділення КПК уїзда Сянтань провінції Хунань.
У 1959 році Хуа бере активну участь у Лушанському пленумі партії як делегат від провінції Хунань. На з'їзді він представляє докладну доповідь про наслідки та результати «Великого стрибка» в провінції, в якій виправдовує політику Мао Цзедуна. Незабаром після цього Хуа призначається першим секретарем партійного комітету провінції Хунань. У 1969 році Хуа стає членом ЦК КПК.

## Партійна кар'єра
У 1971 році Хуа запросили на роботу до Пекіна, де запропонували незначну посаду в Держраді КНР. Але пропрацювавши кілька місяців в Пекіні, Хуа повертається в Хунань, на колишній пост. Цього ж року його включають до складу комісії з розслідування так званої «Справи Лінь Бяо». 
У 1973 році Хуа переобирається у члени ЦК КПК і вводиться до складу Політбюро ЦК КПК. У 1973 році призначено на посаду міністра громадської безпеки. 
Після смерті Чжоу Еньлая у січні 1976 році між однодумцями Ден Сяопіна, з одного боку, і «Бандою чотирьох», з іншого боку, почалась боротьба за посаду прем'єра Держради КНР. У цих обставинах було знайдено компромісну постать в особі Хуа Гофена, якого 8 лютого 1976 року призначено виконувачем обов'язків прем'єра.
5 квітня 1976 року у день свята Цінмін, сотні тисяч мешканців Пекіна з портретами Чжоу Еньлая, білими жалобними вінками та квітами вийшли на центральну площу Тяньаньмень. На площі стихійно виникали жалобні мітинги, читалися вірші, присвячені пам'яті Чжоу Еньлая. Налякана такою демонстративною народною активністю «Банда чотирьох» стягнула до площі великі військові та поліційні сили, які розігнали присутніх та здійснили масові арешти. В організації безладів прибічники Цзян Цін звинуватили Ден Сяопіна, якого знімають з усіх постів. Після цього Хуа обирається заступником голови ЦК КПК і затверджується на посаду прем'єра Держради.

## Наступник Мао
У жовтні 1976 після смерті Мао Цзедуна Хуа Гофен за підтримки міністра оборони Є Цзяньїна ініціює арешт «Банди чотирьох». Гофен займає пост голови КПК. 
Хуа здобув популярність у партії та народі за швидке викриття «Банди чотирьох» і став лідером, чия поява на політичному Олімпі ознаменувала кінець «Культурної революції». Дотримувався принципу «два абсолюта», в економіці та політиці був прихильником планування та партійного контролю. Така система відкидалася прихильниками ідей Ден Сяопіна, які виступали за введення елементів ринкової економіки. У міру зростання впливу віцепрем'єра і начальника генштабу Ден Сяопіна в партії стала зміцнюватися думка, що Хуа веде партію і країну курсом маоїзму, що дискредитував себе.
З 10 листопада 1978 на партійній нараді з питань економіки влада Хуа Гофена почала слабшати. 15 грудня робоча нарада ЦК завершилася перемогою прихильників Дена над групою Хуа Гофена, фактичним лідером Китаю став Ден Сяопін.
Відвідав ФРН, Францію, Велику Британію.

## Останні роки
У вересні 1980 Хуа поступився повноваженнями прем'єра Чжао Цзияну. У червні 1981 року Хуа Гофен був зміщений з посад голови ЦК КПК і голови Центральної військової ради ЦК КПК, які зайняли відповідно Ху Яобан і Ден Сяопін. 
Хуа Гофен залишався членом ЦК КПК до жовтня 2002 року. У жовтні 2007 року Хуа був запрошений як делегат на XVII з'їзд КПК.
Попри те, що Хуа після відставки з посади голови ЦК КПК обіймав інші посади в партії, він не втручався в політику, яку проводять нові покоління китайських керівників. Хуа захопився вирощуванням винограду і за політикою стежив лише з газет. До 2008 року здоров'я Хуа значно погіршилося. Цього року він тричі госпіталізувався через ускладнення хвороб серця та нирок. Хуа помер 20 серпня 2008 року. Оскільки він помер під час проведення в Пекіні Олімпійських ігор, китайські ЗМІ приділили малу увагу його смерті.